# Église Saint-Martin de Cambes-en-Plaine
Pour les articles homonymes, voir Église Saint-Martin.
Ne doit pas être confondue avec l'Église Saint-Martin de Cambes dans le département de la Gironde.
L'église Saint-Martin est une église catholique située à Cambes-en-Plaine, dans le département du Calvados, en France. Datant des XIe et XIVe siècles, elle est inscrite au titre des monuments historiques.

## Localisation
L'église est située dans le département français du Calvados, dans le bourg de Cambes-en-Plaine.

## Historique
L'édifice est inscrit au titre des monuments historiques depuis le 24 janvier 1927.

## Architecture

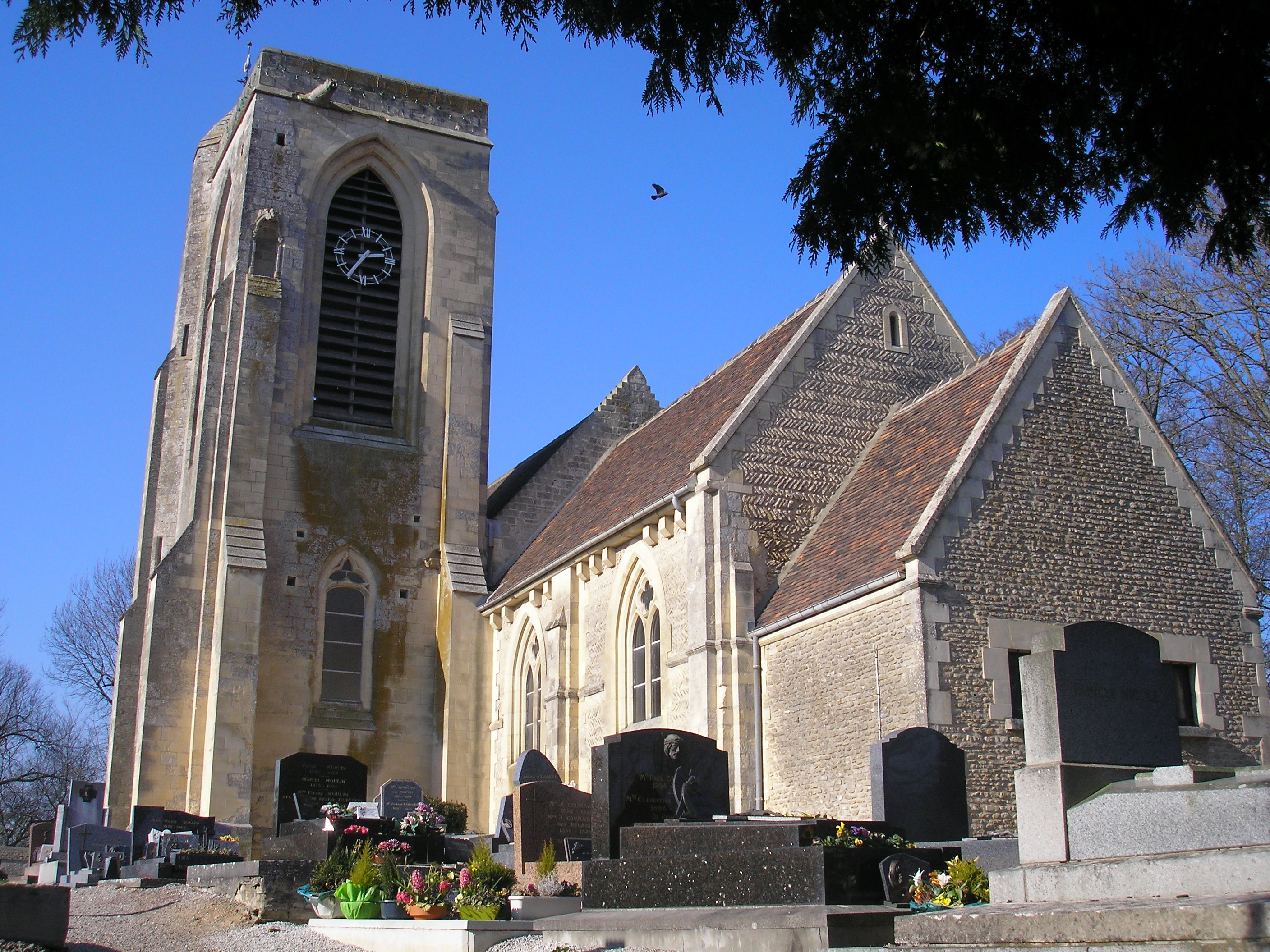
Vue du sud-est.
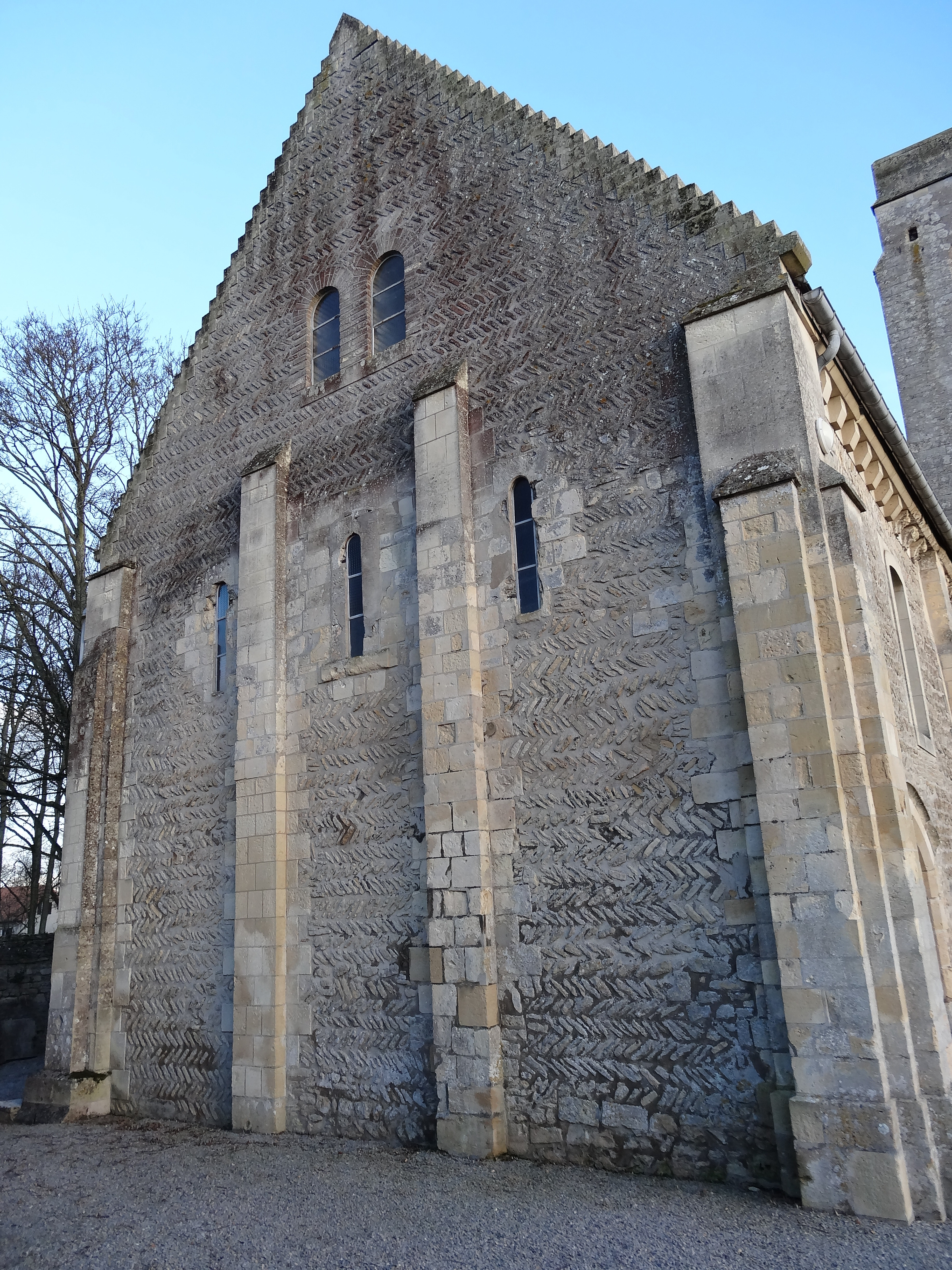
Le mur nord-ouest.
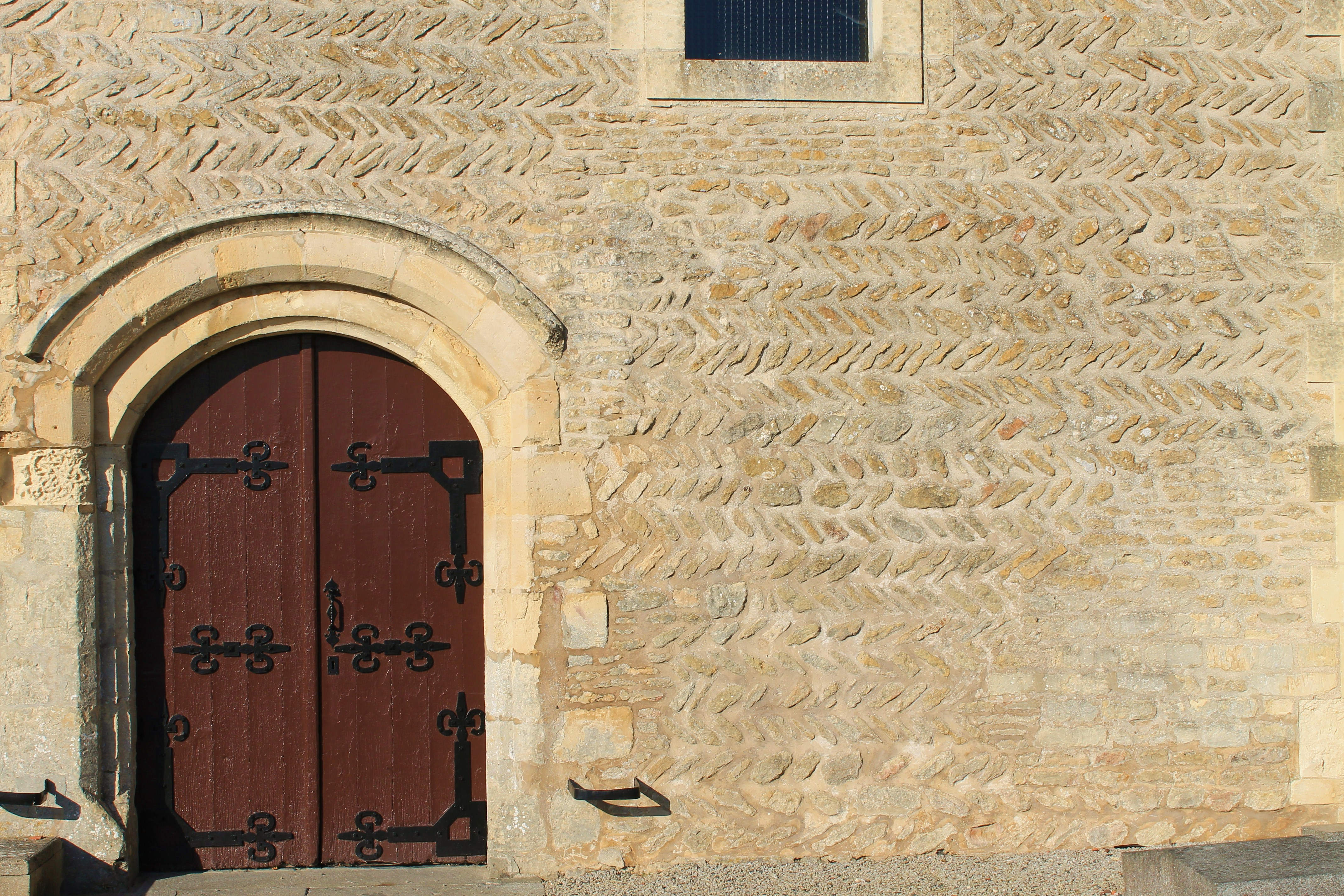
Porte sud et mur en arête-de-poisson.